# بيفرلي كروفورد
بيفرلي كروفورد (بالإنجليزية: Beverly Crawford)‏ هي مغنية مؤلفة وملحنة ومغنية أمريكية، ولدت في 31 أغسطس 1963 في غينزفيل في الولايات المتحدة.

## وصلات خارجية
- بيفرلي كروفورد على موقع ميوزك برينز (الإنجليزية)
- بيفرلي كروفورد على موقع أول ميوزيك (الإنجليزية)
- بيفرلي كروفورد على موقع ديسكوغز (الإنجليزية)